# Вільна боротьба

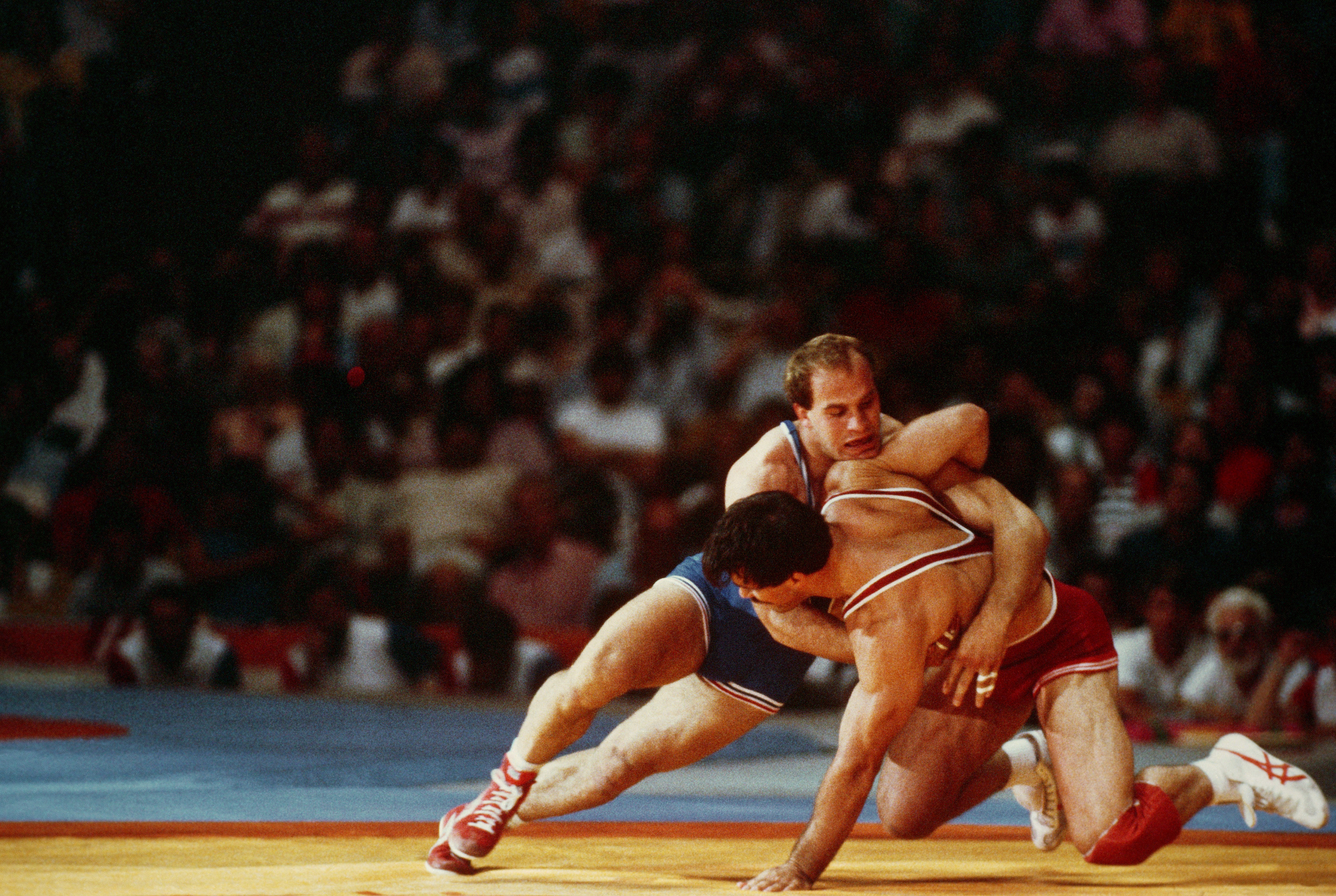
Змагання з вільної боротьби. Літні Олімпійські ігри, 1984 рік.

Вільна боротьба — спортивне єдиноборство, вид боротьби, в основі якого лежить позиційне маневрування двох спортсменів, кожен з яких за допомогою різних технічних прийомів (захоплень, кидків, переворотів, підніжок, підсічок тощо) намагається покласти суперника на лопатки (туше), чи набрати більшу кількість очок в процесі боротьби. Від класичної боротьби вільна відрізняється широким спектром технік, що включають використання ніг: зачеп та інше.
Учасники змагань поділяються на вагові категорії — 7 для чоловіків: до 55, 60, 66, 74, 85, 96 і 120 кг та 4 для жінок у програмі Олімпійських ігор: до 48, 55, 60 і 72 кг та 7 для жінок в неолімпійських вагових категоріях: до 48, 51, 55, 59, 63, 67, 72 кг.
До програми Олімпійських ігор вільну боротьбу включено в 1904 році, для жінок — в 2004. Чемпіонати світу проводяться з 1951 року, чемпіонати Європи — з 1928. Першу золоту нагороду для України виграв на чемпіонаті світу 1959 року Володимир Синявський
Розвитком вільної боротьби в Україні займається Асоціація спортивної боротьби України.

## Видатні українські борці вільного стилю
Докладніше у категорії Українські вільні борці
- Володимир Синявський — володар Кубку світу (1958 рік), чемпіон світу (1959, 1961 роки), срібний медаліст XVII Олімпійських ігор (1960 рік).
- Борис Гуревич — золотий медаліст XIX Олімпійських ігор (1968 рік), дворазовий чемпіон світу (1967, 1969 роки).
- Сергій Бєлоглазов — золотий медаліст XXII та XXIV Олімпійських ігор (1980, 1988 роки), шестиразовий чемпіон світу (1981—1983, 1985—1987 роки).
- Анатолій Бєлоглазов — золотий медаліст XXII Олімпійських ігор (1980 рік), триразовий чемпіон світу (1977, 1978, 1982 роки).
- Ельбрус Тедеєв — золотий медаліст XXVIII Олімпійських ігор (2004 рік), триразовий чемпіон світу (1995, 1999, 2002 роки).
- Ірина Мельник — золота медалістка XXVIII Олімпійських ігор (2004 рік), триразова чемпіонка світу (2000, 2001, 2003 роки).